# Bill Masterton Memorial Trophy
Il Bill Masterton Memorial Trophy è un premio istituito dalla National Hockey League e consegnato al giocatore che meglio esemplifica le qualità di perseveranza, sportività e dedizione all'hockey su ghiaccio. Il vincitore è selezionato attraverso un voto dai membri della Professional Hockey Writers' Association, dopo che ciascuna squadra sceglie un proprio giocatore. Spesso viene premiato un giocatore ritornato a giocare dopo un lungo infortunio o dopo aver sconfitto una malattia grave.

## Storia
Il trofeo deve il suo nome a quello del giocatore dei Minnesota North Stars Bill Masterton, scomparso il 15 gennaio 1968 a causa di un infortunio nel corso di un incontro di hockey. A Masterton fu riconosciuto il fatto di aver condotto la propria carriera con perseveranza, sportività e dedizione. La prima premiazione avvenne al termine della stagione regolare 1967-68. Al termine della stagione 2013-14 i giocatori di Montreal Canadiens e New York Rangers hanno conquistato per cinque volte il trofeo, mentre quelli dei Boston Bruins quattro volte ed infine quelli dei Los Angeles Kings e dei Philadelphia Flyers tre volte.

## Albo d'oro
Giocatore ancora in attività nella NHL
| Stagione  | Vincitore                            | Squadra                              | Motivazione |
| --------- | ------------------------------------ | ------------------------------------ | --- |
| 1967-68   | Claude Provost                       | Montreal Canadiens                   | "Incarnato la definizione di perseveranza e dedizione nell'hockey" nei 15 anni di carriera. |
| 1968-69   | Ted Hampson                          | Oakland Seals                        | Per il suo miglior rendimento statistico fra le nuove franchigie nate nel 1967. |
| 1969-70   | Pit Martin                           | Chicago Black Hawks                  | Dopo alcuni attriti di Martin con la squadra alla fine della stagione 1968-69, Chicago ottenne il primo posto in stagione regolare e Martin mise a segno 63 punti.                                                                                                |
| 1970-71   | Jean Ratelle                         | New York Rangers                     | Per i suoi 20 anni di carriera, fu premiato per la "lunga dedizione ad un hockey duro ma corretto". |
| 1971-72   | Bobby Clarke                         | Philadelphia Flyers                  | Sconfisse il diabete per poter giocare in NHL. |
| 1972-73   | Lowell MacDonald                     | Pittsburgh Penguins                  | Superò un duro infortunio al ginocchio e raccolse 34 gol e 41 assist nel corso della stagione 1972-73. |
| 1973-74   | Henri Richard                        | Montreal Canadiens                   | Premiato per la conquista in carriera di 11 Stanley Cup. |
| 1974-75   | Don Luce                             | Buffalo Sabres                       | Premiato per essere riuscito a migliorare rispetto alla stagione precedente il proprio rendimento di 38 punti. |
| 1975-76   | Rod Gilbert                          | New York Rangers                     | Superò un duro infortunio alla schiena agli inizi della propria carriera. |
| 1976-77   | Ed Westfall                          | New York Islanders                   | Premiato per le sue doti di leader della squadra. |
| 1977-78   | Butch Goring                         | Los Angeles Kings                    | Autore di un'ottima carriera in NHL nonostante l'aspetto fisico minuto. |
| 1978-79   | Serge Savard                         | Montreal Canadiens                   | Premiato per la sua "dedizione all'hockey", dopo aver vinto l'ottava Stanley Cup in undici stagioni. |
| 1979-80   | Al MacAdam                           | Minnesota North Stars                | Premiato dopo aver raggiunto il massimo rendimento in una stagione con 42 gol e 51 assist, 93 punti totali. |
| 1980-81   | Blake Dunlop                         | St. Louis Blues                      | Nonostante fosse stato una stella a livello giovanile, selezionato nella stagione 1973-74, sbocciò solo nel corso della stagione 1980-81. Premiato per la sua perseveranza.                                                                                       |
| 1981-82   | Chico Resch                          | Colorado Rockies                     | Premiato per la sua perseveranza e la fiducia date alla squadra nonostante la giovane età ed il ruolo di portiere. |
| 1982-83   | Lanny McDonald                       | Calgary Flames                       | Premiato per la sua dedizione; mise a segno 66 reti e fornì 32 assist per 98 punti totali. |
| 1983-84   | Brad Park                            | Detroit Red Wings                    | Premiato per la sua "dedizione all'hockey". |
| 1984-85   | Anders Hedberg                       | New York Rangers                     | Premiato non solo per la carriera, ma anche per gli ottimi risultati raggiunti nella sua ultima stagione agonistica. |
| 1985-86   | Charlie Simmer                       | Boston Bruins                        | Superò un danno ai legamenti del ginocchio e mise a segno 60 punti. |
| 1986-87   | Doug Jarvis                          | Hartford Whalers                     | Premiato per aver superato il record di Garry Unger di gare consecutive giocate, toccando quota 914. |
| 1987-88   | Bob Bourne                           | Los Angeles Kings                    | Premiato per la sua dedizione e perseveranza nell'hockey. |
| 1988-89   | Tim Kerr                             | Philadelphia Flyers                  | Mise a segno 88 punti in 69 partite dopo aver superato due infortuni al ginocchio e alla spalla, oltre ad aver sconfitto nella stagione precedente una meningite.                                                                                                 |
| 1989-90   | Gord Kluzak                          | Boston Bruins                        | Provò a superare diversi infortuni al ginocchio, ma dopo aver giocato due partite in seguito alla decima operazione decise di ritirarsi. |
| 1990-91   | Dave Taylor                          | Los Angeles Kings                    | Disputò tutte e 17 le sue stagioni in carriera con i Kings, premiato per la sua dedizione. |
| 1991-92   | Mark Fitzpatrick                     | New York Islanders                   | Sconfisse la eosinofilia, malattia potenzialmente mortale, e ritornò in NHL. |
| 1992-93   | Mario Lemieux                        | Pittsburgh Penguins                  | Registrò 69 gol e 91 assist, 160 punti, nonostante 24 partite saltate a causa di un linfoma di Hodgkin |
| 1993-94   | Cam Neely                            | Boston Bruins                        | Premiato "per i suoi numerosi sforzi pur di ritornare in NHL dopo aver sofferto diversi infortuni gravi"; tuttavia a causa di essi si ritirò al termine della stagione 1995-96.                                                                                   |
| 1994-95   | Pat LaFontaine                       | Buffalo Sabres                       | Superò una serie di gravi infortuni alla testa. |
| 1995-96   | Gary Roberts                         | Calgary Flames                       | Tornò a giocare dopo un intervento per correggere danni alle ossa e ai nervi che potevano segnare la fine della sua carriera. |
| 1996-97   | Tony Granato                         | San Jose Sharks                      | Superò un gravissimo infortunio alla testa occorsogli nella stagione 1995-96, mettendo a segno 25 reti nella stagione 1996-97. |
| 1997-98   | Jamie McLennan                       | St. Louis Blues                      | Sconfisse una meningite batterica. |
| 1998-99   | John Cullen                          | Tampa Bay Lightning                  | Sconfisse un linfoma non Hodgkin. |
| 1999-2000 | Ken Daneyko                          | New Jersey Devils                    | Sconfisse i suoi problemi di alcolismo. |
| 2000-01   | Adam Graves                          | New York Rangers                     | Premiato per il suo impegno a tutto campo nel mondo dell'hockey. |
| 2001-02   | Saku Koivu                           | Montreal Canadiens                   | Sconfisse un linfoma non Hodgkin. |
| 2002-03   | Steve Yzerman                        | Detroit Red Wings                    | Pur riuscendo a guarire da diversi problemi fisici fu in grado di giocare solo un breve periodo della stagione 2002-03. |
| 2003-04   | Bryan Berard                         | Chicago Blackhawks                   | Superò un infortunio all'occhio che lo rese legalmente cieco. |
| 2004-05   | Premio non assegnato per il lockout. | Premio non assegnato per il lockout. | Premio non assegnato per il lockout. |
| 2005-06   | Teemu Selänne                        | Mighty Ducks of Anaheim              | Superò un grave infortunio al ginocchio e segnò 90 punti (40 gol e 50 assist). |
| 2006-07   | Phil Kessel                          | Boston Bruins                        | A metà della stagione saltò 12 partite per un tumore del testicolo. |
| 2007-08   | Jason Blake                          | Toronto Maple Leafs                  | Pur essendogli stata diagnosticata una leucemia mieloide cronica giocò tutte e 82 le partite di stagione regolare. |
| 2008-09   | Steve Sullivan                       | Nashville Predators                  | Giocò 41 partite dopo aver saltato due stagioni a causa di un disco spezzato nella schiena e per problemi all'inguine. |
| 2009-10   | José Théodore                        | Washington Capitals                  | Premiato per la sua miglior prestazione dalla stagione 2001-02 e in seguito alla morte del figlio prematuro Chace nell'agosto 2009. |
| 2010-11   | Ian Laperrière                       | Philadelphia Flyers                  | Dopo essere stato colpito da un paleo in faccia nei playoff 2010, saltò la stagione 2010-11 aiutando però la squadra al di fuori del ghiaccio. |
| 2011-12   | Max Pacioretty                       | Montreal Canadiens                   | Costretto a saltare l'intera stagione 2010-11 a causa di uno scontro di gioco che gli causò una commozione cerebrale e la frattura di una vertebra. La stagione 2011-12 fu la più produttiva per Pacioretty.                                                      |
| 2012-13   | Josh Harding                         | Minnesota Wild                       | Nel corso della stagione dovette rinunciare a 33 partite a causa della sclerosi multipla, tuttavia fece in tempo a ritornare in campo per la fine della stagione.                                                                                                 |
| 2013-14   | Dominic Moore                        | New York Rangers                     | Nel 2012 lasciò temporaneamente l'hockey per stare vicino alla moglie malata di cancro al fegato. Dopo la sua morte fondò un'organizzazione in sua memoria e tornò con successo a giocare con i Rangers.                                                          |
| 2014-15   | Devan Dubnyk                         | Minnesota Wild                       | Trasferitosi a metà stagione dagli Arizona Coyotes Dubnyk aiutò i Wild in difficoltà a raggiungere i playoff grazie anche a una percentuale di parate del 93,4% che lo portarono a essere uno dei finalisti per il Vezina Trophy.                                 |
| 2015-16   | Jaromír Jágr                         | Florida Panthers                     | All'età di 44 anni ha guidato i Panthers per punti segnati (65), conquistando il primo titolo dell'Atlantic Division. Jágr è diventato il più anziano a superare i 60 punti ed è lodato per la sua etica del lavoro e come esempio da seguire fuori dal ghiaccio. |